# 小戈維利夫
49°14′42″N 25°52′18″E / 49.24500°N 25.87167°E
小戈維利夫（烏克蘭語：Малий Говилів），是烏克蘭的村落，位於該國西部捷爾諾波爾州，由捷尔诺波尔区負責管轄，始建於1564年，面積1.54平方公里，2001年人口437，人口密度每平方公里284.5人。